# Esporte Clube Resende
Esporte Clube Resende Desenvolvimento Esportivo Ltda. é uma agremiação esportiva de Resende, no estado do Rio de Janeiro, fundada a 2 de julho de 2003.

## História
É um clube-empresa comumente confundido com o seu homônimo Resende Futebol Clube. O Fumaça FC já o enfrentou no Campeonato da Terceira Divisão de 2006.
A sua estreia no profissionalismo se daria em 2004 no Campeonato Estadual da Terceira Divisão de Profissionais, mas o clube declinou da participação. Em 2005, também não disputa absolutamente nada.
Participa, de fato, em 2006. Classifica-se em terceiro em sua chave na primeira fase, sendo superado pelo rival Resende Futebol Clube e Grande Rio Bréscia Clube, também classificados, e à frente do eliminado Paraíba do Sul Futebol Clube. Na segunda fase é eliminado em jogos de ida e volta pelo Silva Jardim Futebol Clube.
Depois dessa disputa, o clube se licencia novamente das competições profissionais. Era presidido por Marco Antonio Rodrigues, o Merica.
Mandava seus jogos no Estádio dos Trabalhadores, que possui capacidade para 10.000 pessoas. As cores da agremiação são branca, vermelha e amarela.

### Retorno
Depois de dez anos sem participar de competições profissionais, no dia 31 de janeiro de 2017 a equipe se refiliou a Ferj e passou a estar apta a disputar competições filiadas a entidade. A equipe deverá disputar a Série C em 2017.

## Estatísticas

### Participações
|  | Participações em 2025 |

| Competição          | Temporadas | Melhor campanha     | Estreia | Última | P | R |
| ------------------- | ---------- | ------------------- | ------- | ------ | - | - |
| Série B1 do Carioca | 1          | Segunda fase (2006) | 2006    | 2006   | – | – |
| Série B2 do Carioca | 3          | 5º colocado (2017)  | 2017    | 2019   | – |   |
| Série C do Carioca  | 3          | 5º colocado (2024)  | 2023    | 2025   | – |   |